# Marciano Vasques
Marciano Vasques nasceu em Santos no dia 26 de agosto de 1952. Foi um educador, poeta e escritor brasileiro de literatura. Publicou 38 livros, entre eles, ensaios e peças de teatro. Foi cronista, contista e poeta. Também produziu tiras, artigos e entrevistas.
Era especialista em literatura infanto-juvenil. Formado em Filosofia, com habilitação em Letras e Pedagogia, atuou na educação de adultos, infantil e juvenil. Também coordenou salas de leitura na rede municipal de São Paulo.
Na década de 1980, Vasques idealizou e publicou o boletim literário “Churros”. Produção independente voltada à poética latina americana; o periódico circulou no Brasil, em Cuba, Argentina e Uruguai.
Seu primeiro livro adulto foi publicado em 1984, “Estrelas Locais”, edição do autor. O primeiro infantil, em 1997, "Assembleia das Palavras", AM Edições. Esta obra foi ilustrada por sua filha, Daniela Vasques, desenhista e designer gráfico.
Em 2006, em parceria com o maestro Mayki Fabiani, produziu o CD “Uma Dúzia e Meia de Bichinhos”, adaptação musical do livro homônimo lançado em 2000, Atual (Saraiva). Em 2007, o grupo teatral "Nascidos do Buraco" levou aos palcos a peça “A Cidade das Cantigas”, baseada em livro de sua autoria, de 2006. O espetáculo foi posteriormente editado em novo livro e recebeu nova montagem, circulando por cidades do interior paulista e na Capital.
Vasques percorreu, entre o final da década de 1990 até o final de 2015, diversas cidades do Brasil para realizar palestras e oficinas com professores do ensino fundamental e também participou de congressos, seminários e eventos em universidades. Na Unisanta (Universidade Santa Cecília - Santos/SP), participou da semana PROLER.
Escreveu centenas de textos à imprensa brasileira e à internet. Notícia de seu trabalho foi divulgado também na Folhinha, suplemento infantil da Folha de S.Paulo. Colaborou brevemente com textos opinativos ao Jornal da Tarde. Lançou blogs de literatura e idealizou a revista digital Palavra Fiandeira. Publicou, na década de 1980, tiras e charges no jornal Notícias Populares. Voltou a produzir tiras independentes, a partir  de 2013, com as suas personagens Rospo e Sapabela. Em seu acervo, constam ainda obras inéditas.
Morreu na madrugada de 26 de abril de 2016, em sua casa, em São Paulo, vítima de um câncer. O sepultamento ocorreu no dia seguinte no cemitério São Pedro, na Vila Alpina, São Paulo. Outras informações constam em sua página oficial no Facebook. Deixou esposa, três filhos e duas netas.
Em 6 de dezembro de 2016, o então prefeito de São Paulo, Fernando Haddad, decretou, por meio do diário oficial do município, a nomeação da Escola Municipal de Educação Infantil Professor Marciano Vasques Pereira à antiga Escola Municipal de Educação Infantil Alfazemas, vinculada à Diretoria Regional de Educação Penha, da Secretaria Municipal de Educação.
Algumas obras publicadas
- Rufina em espanhol [Ilustrações: Osório Garcia] (Juiz de Fora, MG: Franco, 2016)
- A incrível ciranda dos coletivos [ilustrações: Arthur Fernandes] (São Paulo: Giostrinho, 2015)
- Ajardinando a poesia [Ilustrações: Nice Lopes] (Ribeirão Preto, SP: Coruja, 2015)
- Catacreses Doidinhas [ilustrações: Dave Santana; Ricardo Girotto] (São Paulo: Folia de Letras, 2015)
- O sumiço do Samba Lelê [ilustrações: Arthur Fernandes] (São Paulo: Giostrinho, 2015)
- A Fiandeira [Ilustrações: Marco Antonio Godoy] (São Paulo: Suinara, 2014)
- Nariz colado na janela [ilustrações: Viktor Busch] (São Paulo: Cuore; 2014)
- A incrível ciranda dos sinônimos e antônimos [Ilustrações: Martina Schreiner] (São Paulo: Cuore, 2013)
- As duas borboletas [ilustrações: Walter Lara]. (Juiz de Fora, MG: Franco, 2013)
- Cidade Das Cantigas (peça) [ilustrações: Fábio Henrique Sampaio] (Campinas, SP: Komedi, 2013)
- O sorveteiro do Brás e outras histórias (e-book). (São Paulo: edição do autor, 2013)
- O voo de Pégaso e outros mitos gregos [ilustrações: Sergio Magno] (São Paulo: Nova Alexandria, 2012)
- Algazarra das letras [ilustrações: João Pinheiro (São Paulo: Best Book, 2011)
- Contos de éramos (São Paulo: Delicatta, 2011)
- Mistérios para Nicole [ilustrações Cláudia Leão; Glair Arruda {2ª ed.}] (São Paulo: Noovha América, 2006; 2011)
- Rufina [ilustrações: Osório Garcia] (Juiz de Fora, MG: Franco, 2010)
- Letras sapecas: cada letra no seu lugar!  [ilustrações: Jótah] (São Paulo: Paulinas, 2009)
- A foca sonhadora [ilustrações: Daniela Vasques (Juiz de Fora, MG: Franco, 2008)
- Arco-íris no Brejo [ilustrações: Daniela Vasques] (Campinas, SP: Komedi, 2007)
- A cidade das cantigas [ilustrações: Michelle Behar] (Juiz de Fora, MG: Franco, 2006)
- A menina que esquecia de levar a fala para a escola [ilustrações: Jótah] (São Paulo: Noovha América, 2006)
- Griselma [ilustrações: Márcia Széliga](São Paulo: Noovha América, 2006)
- O palácio dos eucaliptos / [ilustrações: Nireuda Longobardi] (São Paulo: Noovha América, 2005)
- Uma aventura na casa azul [ilustrações: Lúcia Hiratsuka] (São Paulo: Cortez, 2005)
- Encontro com Tatiana Belinky (São Paulo: Noovha América, 2004.)
- Espantalhos [ilustradores Ana Terra... {et al.}] (São Paulo: Noovha América, 2004)
- Caroline, Presente de Deus (São Paulo: Ita Editora, 2003)
- A menina que esquecia de levar a fala para a escola [ilustrações: Maria Angêla Motta.] (ão Paulo: Noovha América, 2002)
- Duas dezenas de trava-línguas [ilustrações: Jefferson Galdino] (Noovha América, 2002)
- Uma dúzia e meia de bichinhos [ilustrações: Rogério Borges] (São Paulo: Atual, 2000)
- Contos, poemas e churros (São Paulo: Marco Markovitch, 1997)
- Duas dezenas de meninos num poema [ilustrações: Carmen Gutierrez] (São Paulo: Paulus, 1997)
- Assembléia das palavras / Marciano Vasques Pereira [ilustrações: Daniela Vasques] (São Paulo: AM Edições, 1997)
- Estrelas Locais (São Paulo: Oito de Março/edição do autor, 1984)
- Coautoria (obras publicadas)
- Poemas Siderais/autores Marciano Vasques Pereira, André Luís Oliveira, Arnaldo Júnior, Alexandre Azevedo [ilustrações: Renato Andrade] (Juiz de Fora, MG Franco Editora, 2016 – lançamento póstumo)
- Poesias aquáticas/autores Marciano Vasques, André Luís Oliveira [ilustrações: Renato Andrade] (Juiz de Fora, MG Franco, 2015)
- Rodopiando na poesia/autores Marciano Vasques, André Luis Oliveira [ilustrador Lucas S. Busatto] (São Paulo, Giostri, 2014)
- Revoada de versos/autores Marciano Vasques, André Luís Oliveira [ilustrações:  Renato Andrade] (Ribeirão Preto, SP Coruja, 2013)
- Sob o céu da cidade/ autores Marciano Vasques [et al.] (São Paulo, Secretaria Municipal de Cultura, 2011) * Publicação da prefeitura Municipal de São Paulo como resultado do concurso “Valeu Professor!”
- Montagens teatrais
- “A Cidade das Cantigas” e “Na Ceia com Maria Tricota e Borbotono”

Fontes:
1. ↑  «Diário Oficial da Cidade de São Paulo - Edição de quarta-feira, 7 de dezembro de 2016». www.docidadesp.imprensaoficial.com.br. 7 de dezembro de 2016. Consultado em 18 de janeiro de 2017
2. ↑  «O Estado de S. Paulo - Acervo Estadão». Acervo
3. ↑  «Rio Total - CooJornal  - Marciano Vasques, São Paulo - arquivo». www.riototal.com.br. Consultado em 18 de janeiro de 2017
4. ↑  «Cheio de duplo sentido - 22/08/2015 - Folhinha - Folha de S.Paulo». www1.folha.uol.com.br. Consultado em 18 de janeiro de 2017
5. ↑  «Marciano Vasques | Portal da Secretaria Municipal de Educação de São Paulo». portal.sme.prefeitura.sp.gov.br. Consultado em 18 de janeiro de 2017